# أوليمبيا ميلينت
أوليمبيا ميلينت (مواليد 7 نوفمبر 1986) هي ممثلة رومانية، أشتهرت لدورها في الفيلم الإسباني أكل لحوم البشر.